# Stříbrna bystřína
Stříbrna bystřína – potok górski w Sudetach Zachodnch, w Karkonoszach, w Czechach, w kraju hradeckim.
Górski potok o długości około 1,2 km, należący do zlewiska Morza Północnego, prawy dopływ Bílé Labe. Źródła potoku położone są na wysokości około 1406 m n.p.m., na podmokłym terenie obniżenia pomiędzy Smogornią a Równią pod Śnieżką. Potok w początkowo spływa łagodnie łąką w kierunku południowo-zachodnim, w środkowym i dolnym biegu spływa stromo do Doliny Białej Łaby, jednej z najładniejszych dolin w Karkonoszach. Na tym odcinku jego dolinka stromo opada, a potok staje się rwący, tworzy kaskady oraz mniejsze wodospady.